# Liste der Naturdenkmale in Alfdorf
| Naturdenkmale | Anzahl |
| ------------- | ------ |
| FND           | 19     |
| END           | 19     |
| Gesamt        | 38     |

Die Liste der Naturdenkmale in Alfdorf nennt die verordneten Naturdenkmale (ND) der im baden-württembergischen Rems-Murr-Kreis liegenden Gemeinde Alfdorf. In Alfdorf gibt es insgesamt 38 als Naturdenkmal geschützte Objekte, davon 19 flächenhafte Naturdenkmale (FND) und 19 Einzelgebilde-Naturdenkmal (END).
Stand: 29. Oktober 2016.

## Flächenhafte Naturdenkmale (FND)
| Name                                                | Bild | Kennung     | Einzelheiten | Position | Fläche Hektar | Datum         |
| --------------------------------------------------- | ---- | ----------- | ------------ | -------- | ------------- | ------------- |
| Abbruchkante des Angulatensandsteins                | BW   | 81190010013 | Alfdorf      | ⊙        | 0,5           | 23. Aug. 1979 |
| Burgstelle Leineck                                  | BW   | 81190010007 | Alfdorf      | ⊙        | 0,6           | 31. Dez. 1986 |
| Eichen und Buche am Waldtrauf                       | BW   | 81190010056 | Alfdorf      | ⊙        | 0,5           |               |
| Eschen-Gruppe                                       | BW   | 81190010020 | Alfdorf      | ⊙        | 0,0           | 23. Aug. 1979 |
| Felsdurchbruch des Kühnenbachs im Kieselsandstein   | BW   | 81190010047 | Alfdorf      | ⊙        | 0,3           | 13. Nov. 1992 |
| Felsengrotte mit zwei Fichten und einer Buche       | BW   | 81190010008 | Alfdorf      | ⊙        | 0,7           | 31. Dez. 1986 |
| Feuchtgebiet im Krummbachtal                        | BW   | 81190010003 | Alfdorf      | ⊙        | 1,2           | 31. Dez. 1986 |
| Feuchtwiese im "Fichtich"                           | BW   | 81190010044 | Alfdorf      | ⊙        | 0,7           | 13. Nov. 1992 |
| Feuchtwiese südlich des Gehrenwaldes                | BW   | 81190010042 | Alfdorf      | ⊙        | 5,7           | 13. Nov. 1992 |
| Feuersee                                            | BW   | 81190010012 | Alfdorf      | ⊙        | 0,7           | 23. Aug. 1979 |
| Heiderest bei der Leinecksmühle                     | BW   | 81190010037 | Alfdorf      | ⊙        | 0,6           | 17. Aug. 1981 |
| Hohler Stein                                        | BW   | 81190010032 | Alfdorf      | ⊙        | 0,2           | 17. Aug. 1981 |
| Magerrasenböschung und Feuchtgebiet beim Krötenbach | BW   | 81190010045 | Alfdorf      | ⊙        | 1,3           |               |
| Mündungsbereich der Schwarzen Rot am Hüttenbühlsee  | BW   | 81190010024 | Alfdorf      | ⊙        | 1,9           | 17. Aug. 1981 |
| sog. Hohler Stein                                   | BW   | 81190010002 | Alfdorf      | ⊙        | 1,4           | 31. Dez. 1986 |
| Standort des Waldgeißbarts                          | BW   | 81190010016 | Alfdorf      | ⊙        | 0,1           | 23. Aug. 1979 |
| Waldwiese im Hafental                               | BW   | 81190010041 | Alfdorf      | ⊙        | 2,0           | 13. Nov. 1992 |
| Wasserfall unterhalb der Kläranlage                 | BW   | 81190010046 | Alfdorf      | ⊙        | 0,9           | 13. Nov. 1992 |
| Wiese im Gehrenwald                                 | BW   | 81190010043 | Alfdorf      | ⊙        | 1,3           | 13. Nov. 1992 |
| Legende für Naturdenkmal                            |      |             |              |          |               |               |

## Einzelgebilde (END)
| Name                              | Bild | Kennung     | Einzelheiten      | Position | Fläche Hektar | Datum         |
| --------------------------------- | ---- | ----------- | ----------------- | -------- | ------------- | ------------- |
| Alte Linde beim Unteren Schloß    |      | 81190010014 | Alfdorf           | ⊙        | 0,0           | 23. Aug. 1979 |
| Alte Linde                        |      | 81190010034 | Alfdorf, Mannholz | ⊙        | 0,0           | 17. Aug. 1981 |
| Bergahorn                         | BW   | 81190010001 | Alfdorf           | ⊙        | 0,0           | 31. Dez. 1986 |
| Birke                             | BW   | 81190010023 | Alfdorf           | ⊙        | 0,0           | 23. Aug. 1979 |
| Buschförmige Linde                | BW   | 81190010019 | Alfdorf           | ⊙        | 0,0           | 23. Aug. 1979 |
| Dorflinde                         |      | 81190010015 | Alfdorf           | ⊙        | 0,0           | 23. Aug. 1979 |
| Drei Linden                       | BW   | 81190010031 | Alfdorf           | ⊙        | 0,0           | 17. Aug. 1981 |
| Eiche in den Leinwiesen           | BW   | 81190010005 | Alfdorf           | ⊙        | 0,0           | 31. Dez. 1986 |
| Eiche und Lindengruppe            | BW   | 81190010033 | Alfdorf           | ⊙        | 0,0           | 17. Aug. 1981 |
| Eiche westlich Döllenhof          | BW   | 81190010010 | Alfdorf           | ⊙        | 0,0           | 31. Dez. 1986 |
| Linde bei der Burgholzer Sägmühle | BW   | 81190010038 | Alfdorf           | ⊙        | 0,0           | 17. Aug. 1981 |
| Linde im Döllenhof                | BW   | 81190010025 | Alfdorf           | ⊙        | 0,0           | 17. Aug. 1981 |
| Linde und Esche                   | BW   | 81190010028 | Alfdorf           | ⊙        | 0,0           | 17. Aug. 1981 |
| Linde                             | BW   | 81190010026 | Alfdorf           | ⊙        | 0,0           | 17. Aug. 1981 |
| Linde                             | BW   | 81190010029 | Alfdorf           | ⊙        | 0,0           | 17. Aug. 1981 |
| Vierstämmige Buche                | BW   | 81190010017 | Alfdorf           | ⊙        | 0,0           | 23. Aug. 1979 |
| Zwei Linden am Vaihinghof         | BW   | 81190010048 | Alfdorf           | ⊙        | 0,0           | 13. Nov. 1992 |
| Zwei Linden                       | BW   | 81190010027 | Alfdorf           | ⊙        | 0,0           | 17. Aug. 1981 |
| 1 Linde                           | BW   | 81190010009 | Alfdorf           | ⊙        | 0,0           | 31. Dez. 1986 |
| Legende für Naturdenkmal          |      |             |                   |          |               |               |

## Ehemalige Naturdenkmale
| Name                          | Bild | Kennung | Einzelheiten                                                                         | Position | Fläche Hektar | Datum         |
| ----------------------------- | ---- | ------- | ------------------------------------------------------------------------------------ | -------- | ------------- | ------------- |
| Luther-Eiche                  |      |         | Alfdorf beim Feuersee                                                                | ???      | 0,0           | 23. Aug. 1979 |
| Streuwiese bei der Klarahütte | BW   |         | Alfdorf aufgegangen im Naturschutzgebiet Rottal zwischen Hüttenbühl und Buchengehren | ⊙        | 0,0           | 23. Aug. 1979 |
| Altwässer der Lein            |      |         | Alfdorf aufgegangen im Naturschutzgebiet Leintal zwischen Leinecksee und Leinhäusle  | ???      | 0,0           | 23. Aug. 1979 |
| Trollblumenwiese              | BW   |         | Alfdorf aufgegangen im Naturschutzgebiet Leintal zwischen Leinecksee und Leinhäusle  | ⊙        | 0,0           | 23. Aug. 1979 |
| Legende für Naturdenkmal      |      |         |                                                                                      |          |               |               |